# Басиров, Эмир Эмилевич
Эмир Эмилевич Басиров (8 марта 1998, Нижнекамск, Россия) — российский боксёр-профессионал.
Бронзовый призёр чемпионата России (2020) среди любителей.

## Любительская карьера
Начал заниматься боксом в 7 лет. В секцию Эмира привёл отец, который сам был боксёром.
Занимался в спортклубе «Нефтехимик» (Нижнекамск), тренер — Анатолий Пушканов.

### Чемпионат России 2019
Выступал в лёгкой весовой категории (до 63 кг). В 1/16 финала проиграл Гусейну Магомедову.

### Чемпионат России 2020
Выступал в лёгкой весовой категории (до 63 кг). В 1/16 финала победил Магомеда Шамсаева. В 1/8 финала победил Бориса Шикунова. В четвертьфинале победил Тиграна Узляна. В полуфинале проиграл Габилу Мамедову.

### Чемпионат России 2021
Выступал в 1-й полусредней весовой категории (до 63,5 кг). В 1/16 финала победил Айтапа Дьяконова. В 1/8 финала проиграл Исламу Меджидову.

## Профессиональная карьера
Дебютировал на профессиональном ринге 16 мая 2019 года, победив по очкам.
Тренер — Адель Зайнетдинов.
23 сентября 2023 года победил бывшего претендента на титул чемпиона мира во 2-м легчайшем весе южноафриканца Тшифиву Муниаи.

## Статистика боёв
В таблице перечислены результаты всех поединков боксёров.
В каждой строке указан результат поединка. Дополнительно номер поединка обозначен цветом, который обозначает итог поединка. Расшифровка обозначений и цветов представлена в нижеследующей таблице.
| Пример | Расшифровка                     |
| ------ | ------------------------------- |
|        | Победа                          |
|        | Ничья                           |
|        | Поражение                       |
|        | Планируемый поединок            |
|        | Поединок признан несостоявшимся |
| КО     | Нокаут                          |
| ТКО    | Технический нокаут              |
| PTS    | Решение судей (по очкам)        |
| UD     | Единогласное решение судей      |
| MD     | Решение большинства судей       |
| SD     | Раздельное решение судей        |
| RTD    | Отказ от продолжения боя        |
| DQ     | Дисквалификация                 |
| NC     | Поединок признан несостоявшимся |

| Бой | Дата             | Соперник                     | Место проведения                                         | Результат | Примечание                               |
| --- | ---------------- | ---------------------------- | -------------------------------------------------------- | --------- | ---------------------------------------- |
| 10  | 23 сентября 2023 | Тшифива Муниаи (36-7-1)      | Sports Palace Yubileiny, Альметьевск, Татарстан, Россия  | UD10 (10) | Счёт: 99-91 и 100-90 (дважды).           |
| 9   | 1 июня 2023      | Эснейкер Корреа (15-3-1)     | Base Club, Москва, Россия                                | TKO2 (8)  |                                          |
| 8   | 11 марта 2023    | Гифт Боло (10-11)            | USC Soviet Wings, Москва, Россия                         | TKO5 (8)  |                                          |
| 7   | 17 декабря 2022  | Фрэнсис Мийеюшо (44-19-8)    | USC Soviet Wings, Москва, Россия                         | KO1 (8)   |                                          |
| 6   | 21 сентября 2022 | Рофива Маему (19-14-3)       | Vegas City Hall, Красногорск, Московская область, Россия | TKO2 (8)  | Маему два раза в нокдауне во 2-м раунде. |
| 5   | 15 июня 2022     | Дастанбек Иманказиев (2-6)   | USC Soviet Wings, Москва, Россия                         | TKO2 (8)  | Иманказиев в нокдауне в 1-м раунде.      |
| 4   | 19 марта 2022    | Александр Салтыков (12-68-3) | USC Soviet Wings, Москва, Россия                         | TKO2 (6)  | Салтыков в нокдауне в 1-м раунде.        |
| 3   | 19 декабря 2021  | Ваге Киракосян (1-10)        | USC Soviet Wings, Москва, Россия                         | KO1 (4)   |                                          |
| 2   | 26 сентября 2021 | Элизбар Джологуа (0-5)       | USC Soviet Wings, Москва, Россия                         | TKO2 (4)  |                                          |
| 1   | 16 мая 2019      | Шамиль Закиров (дебют)       | Basket-Hall Arena, Казань, Татарстан, Россия             | UD4 (4)   | Счёт: 40-37 и 40-36 (дважды).            |
| Бой | Дата             | Соперник                     | Место проведения                                         | Результат | Примечание                               |

## Титулы и достижения

### Любительские
- 2020  Бронзовый призёр чемпионата России в лёгком весе (до 63 кг).